# Nazionale maschile di rugby a 7 della Giamaica
La nazionale di rugby a 7 della Giamaica è la selezione che rappresenta la Giamaica a livello internazionale nel rugby a 7.
La Giamaica partecipa alle World Rugby Sevens Challenger Series, e nel 2018 ha fatto il suo debutto ai Giochi del Commonwealth. Inoltre, dopo avere vinto il torneo continentale organizzato da Rugby Americas North, nel luglio dello stesso anno ha disputato anche la sua prima Coppa del Mondo. Nel 2019 ha partecipato per la sua prima volta pure ai Giochi panamericani terminando al sesto posto.

## Palmarès
- Giochi centramericani e caraibici

Mayagüez 2010: medaglia d'argento
Barranquilla 2018: medaglia di bronzo
- Rugby Americas North Sevens: 2

2005, 2017

## Partecipazioni ai principali tornei internazionali
- 1993: n.p.
- 1997: n.p.
- 2001: n.p.
- 2005: n.p.
- 2009: n.p.
- 2013: n.p.
- 2018: 24º posto

- 1998: n.p.
- 2002: n.p.
- 2006: n.p.
- 2010: n.p.
- 2014: n.p.
- 2018: fase a gironi

- 2011: n.p.
- 2015: n.p.
- 2019: 6º posto

- 2004: 4º posto
- 2005:  1º posto
- 2006:  2º posto
- 2007:  2º posto
- 2008: n.p.
- 2009: 6º posto
- 2010:  2º posto
- 2011: 4º posto
- 2012: 4º posto
- 2013: 9º posto
- 2014: 6º posto
- 2015: 6º posto
- 2016:  3º posto
- 2017:  1º posto

- 2010:  2º posto
- 2014: n.p.
- 2018:  3º posto